# Gamera kontra Viras
Gamera kontra Viras (jap. ガメラ対宇宙怪獣バイラス Gamera tai Uchū Kaijū Bairasu) – japoński film typu kaijū z 1968 roku w reżyserii Noriaki Yuasy. Czwarty film z serii o Gamerze.

## Fabuła
Statek kosmiczny zbliża się do Ziemi. Gamera interweniuje i niszczy go; ale zanim statek zostanie zniszczony, obcy wysyłają ostrzeżenie do swojego świata, stwierdzając, że Gamera jest ich wrogiem.
Później na Ziemi oddział skautów odwiedza akwarium, aby zobaczyć naukowców pracujących nad małą dwuosobową łodzią podwodną. Masao i Jim, dwaj zwiadowcy, udają się na pokład łodzi podwodnej. Będąc w wodzie zauważają Gamera, który bierze udział w małym wyścigu z chłopcami. Jednak ich porywczość dobiega końca, gdy drugi statek obcych otacza ich oboje łapiącym promieniem. Gamera próbuje chłopcom uciec, ale pozostaje uwięziony w polu siłowym, podczas gdy obcy skanują jego wspomnienia. Podłączając urządzenie kontroli umysłu do głowy Gamery i obcy zmuszają go do wykonania ich rozkazów. Obcy chwytają Jima i Masao, grożąc im zabiciem.

## Obsada
- Kōjirō Hongō – Nobuhiko Shimada
- Tōru Takatsuka – Masao Nakaya
- Carl Craig – Jim Morgan
- Michiko Yaegaki – Mariko Nakaya
- Mari Atsumi – Junko Aoki
- Junko Yashiro – Masako Shibata
- Kōji Fujiyama – komandor Jietat
- Genzō Wakayama – wódz Virasów (głos)
- Teruo Aragaki – Gamera